# Droga A375 (Rosja)
Droga federalna A375 «Wostok» (ros. Федеральная автомобильная дорога «Восток») – droga znaczenia federalnego w Rosji. Do tej pory nie została w pełni zbudowana – budowa została wstrzymana w 2002 roku. Planowana długość trasy wynosi 824 km.
Swój bieg rozpoczyna w Chabarowsku, a kończy go w Nachodzce.
Obecny numer został przypisany w 2010 roku, wcześniej droga miała jedynie nazwę Wostok.

## Trasy międzynarodowe
Droga stanowi część trasy azjatyckiej AH50.